# Alexander V. Acebo

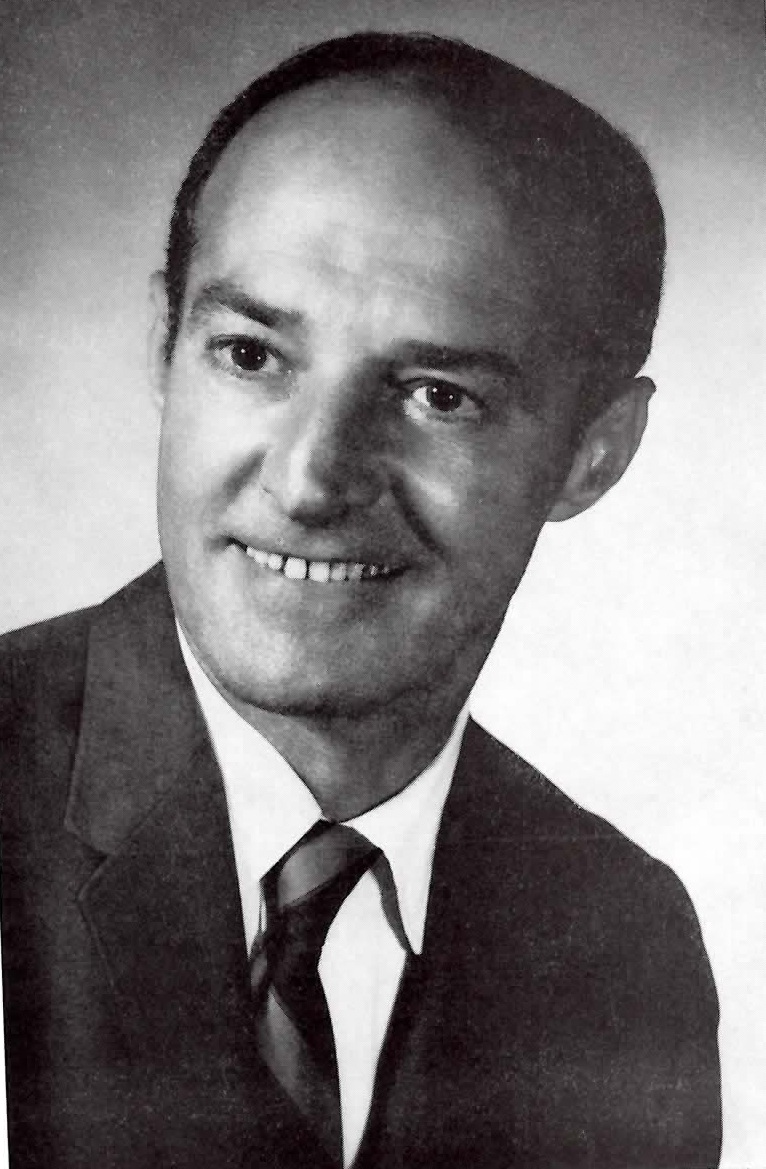
Alexander V. Acebo

Alexander V. Acebo genannt Tino Acebo (* 5. September 1927 in Barre, Vermont; † 11. April 2019)  war ein US-amerikanischer Politiker, der von 1970 bis 1993 State Auditor von Vermont war.

## Leben
Alexander Valentino Acebo wurde in Barre geboren. Die Schule besuchte er in Barre und seinen Schulabschluss machte er an der Spaulding High School.  Acebo diente in der United States Army von 1946 bis 1949 und erreichte den Rang eines Staff Sergeants im Finance Corps.
Das Bryant College in Providence, Rhode Island schloss Acebo im Jahr 1952 mit einem Bachelor-Abschluss in Betriebswirtschaftslehre ab.
Acebo war als Mitglied in verschiedenen öffentlichen Ämtern tätig. So gehörte er dem Barre City School Board an. Auch war er Vorsitzender dieses Ausschusses.
Acebo arbeitete seit 1961 im Büro des State Auditors. Er war Leitender Personal Auditor, als 1970 der gerade gewählte State Auditor Robert T. King an einem Herzinfarkt im Amt verstarb.  Maurice T. Keefe, der Stellvertretende State Auditor lehnte die Ernennung zu State Auditor durch Gouverneur Deane Davis ab.  Davis bot dieses Amt anschließend Acebo an, welcher es annahm. Keefe blieb weiterhin Stellvertretender State Auditor, nun unter Acebo. Acebo wurde als Mitglied der Republikanischen Partei für die Wahl im Jahr 1970 nominiert.
Im November 1970 wurde Acebo dann für eine komplette Amtszeit gewählt. Wiedergewählt wurde er in den Wahlen bis 1990. Seine Amtszeit dauerte von September 1970 bis zum Januar 1993. Zur erneuten Wiederwahl im Jahr 1992 trat Acebo nicht mehr an.
Nachdem seinem Eintritt in den Ruhestand zog  Acebo nach Wells Beach, Maine um. Er starb dort am 11. April 2019.